# Garrigues Advocats
Garrigues és un bufet d'advocats, que ocupa la primera posició a Espanya per volum de facturació, amb 19.800 milions d'euros (2000), 4.000 dels quals a Catalunya. Compta amb 800 socis i 600 advocats, operant en dret mercantil, processal i d'arbitratge. Compta amb prop de 2000 professionals i oficines a 29 ciutats d'Espanya i Portugal, així com a Nova York, Xangai, Sao Paulo, Casablanca, Tànger, Londres, Brussel·les, Varsòvia i Bogotà. Fernando Vives Ruiz és el seu president executiu des d'octubre de 2014. El seu antecessor, Antonio Garrigues Walker, va dirigir l'empresa des de 1962 i actualment n'és el seu president d'honor. Des de la seva fundació el bufet presta assessorament jurídic en totes les àrees del dret empresarial i, al llarg de la seva història, ha col·laborat amb nombroses entitats i administracions públiques en el desenvolupament de les seves activitats. El seu model de treball s'estructura en més de trenta grups especialitzats per àrea de pràctica i per sector d'activitat: dret mercantil, dret fiscal, dret laboral, processal i arbitratge, dret administratiu, dret farmacèutic i biotecnologia, tecnologies de la informació, infraestructures, medi ambient o esports i entreteniment, entre moltes altres.

## Història

### Fundadors
L'empresa va ser fundada el 1941 pels germans Joaquín Garrigues Díaz-Cañabate i Antonio Garrigues Díaz-Cañabate. Joaquín Garrigues Díaz Cañabate, va néixer el 1899 i va esdevenir catedràtic de Dret Mercantil amb tan sols 29 anys. Sota la seva direcció es van iniciar a l'Institut de Drets Polítics els treballs de reforma del Dret Espanyol de Societats Anònimes (1944); fundador de la  Revista de Derecho Mercantil  (1946), va elaborar poc després l'avantprojecte del que seria la Llei de Societats Anònimes (1951) i el de la Llei de Societats de Responsabilitat Limitada. Antonio Garrigues Díaz-Cañabate, nascut el 1904, va exercir com a advocat fins que va ser nomenat director general de Registre i del Notariat el 1931, durant la II República Espanyola. Va exercir com a ambaixador als Estats Units entre 1962 i 1964 i al Vaticà entre 1964 i 1972. Més endavant va ser Ministre de Justícia del primer govern de la Monarquia Espanyola (1975-76).

### Expansió
El 1991 s'estableix a Portugal per mitjà del Grupo Legal Portugués, format també per firmes legals de Portugal, Brasil i el Regne Unit. Més endavant, el 2005, aquesta filial portuguesa de Garrigues va començar a operar de manera individual, quan es va fusionar amb el despatx Leònides, Matos & Associados.
El 1997, després de la fusió amb Arthur Andersen, Assessors Legals i Tributaris (ALT), es constitueix Garrigues & Andersen que compta amb un equip de gairebé 600 professionals.
Al març de 2002, després de la desaparició de la xarxa Andersen World Wide , el despatx d'advocats opta per mantenir la seva independència i opera des de llavors sota el nom de Garrigues.
Posteriorment, al maig de 2013, s'anunciaria un gir en l'estratègia internacional del despatx, apostant per l'obertura d'oficines pel seu compte a Iberoamèrica (Colòmbia, Perú i Mèxic). Fernando Vives Ruiz des del primer d'octubre de 2014 substitueix a Antonio Garrigues Walker com a President Executiu de Garrigues.